# International Aero Engines V2500
L'International Aero Engines V2500 è una famiglia di motori aeronautici turboventola, prodotti da parte del consorzio International Aero Engines a partire dagli anni ottanta.
Il nome "V2500" richiama con la "V" il fatto che all'inizio il consorzio era composto da 5 azionisti (la Avio uscì all'inizio del programma); e "2500" sta ad indicare le 25.000 lbf (111 kN) di spinta del primo motore realizzato nel 1989.

## Caratteristiche
| Tipo     | Spinta (kN) | Bypass ratio | Compression ratio | Diametro ventola (m) | Lunghezza totale (m) | Peso (kg) | Anno inizio produzione | Aeromobile |
| -------- | ----------- | ------------ | ----------------- | -------------------- | -------------------- | --------- | ---------------------- | ---------- |
| V2500-A1 | 111         | 5,4 : 1      | 35,8 : 1          | 1,587                | 3,2                  | 2.327     | 1989                   | A320       |
| V2522-A5 | 97,86       | 4,9 : 1      | 32,8 : 1          | 1,613                | 3,2                  | 2.359     | 1992                   | A319       |
| V2524-A5 | 106,75      | 4,9 : 1      | 32,8 : 1          | 1,613                | 3,2                  | 2.359     | 1996                   | A319       |
| V2525-D5 | 111         | 4,8 : 1      | 34,5 : 1          | 1,613                | 3,2                  | 2.484     | 1995                   | MD90       |
| V2527-A5 | 117,88      | 4,8 : 1      | 32,8 : 1          | 1,613                | 3,2                  | 2.359     | 1993                   | A320       |
| V2528-D5 | 124         | 4,7 : 1      | 35,2 : 1          | 1,613                | 3,2                  | 2.484     | 1995                   | MD90       |
| V2530-A5 | 139,67      | 4,6 : 1      | 35,2 : 1          | 1,613                | 3,2                  | 2.359     | 1994                   | A321       |
| V2533-A5 | 146,80      | 4,5 : 1      | 35,2 : 1          | 1,613                | 3,2                  | 2.359     | 1996                   | A321       |

## V2500SelectOne
Nell'ottobre del 2005 la IAE annunciava il lancio del V2500Select, più tardi denominato V2500SelectOne e una prima fornitura per equipaggiare 100 esemplari di A320 della IndiGo Airlines. La versione V2500SelectOne fornisce un miglioramento delle prestazioni a seguito delle richieste ricevute dal mercato. Nel febbraio 2009 la Pratt & Whitney ha riadattato il primo V2500-A5 allo standard del SelectOne Retrofit; il motore adattato era in servizio alla US Airways ed era in uso dal 1998.

## Velivoli utilizzatori
- Airbus A320 family (escluso il modello A318 e i modelli neo)
- McDonnell Douglas MD-90
- Embraer KC-390